# Olivbrauner Safranschirmling
Der Olivbraune Safranschirmling (Chlorophyllum olivieri), auch Dunkler Wald-Safranschirmling oder veraltet Rötender Schirmpilz genannt, ist ein bekannter Speisepilz aus der Familie der Champignonverwandten. Es handelt sich um einen großen Pilz mit düsterem Erscheinungsbild, sparrig-fransigen Schuppen auf dem Hut, dickem, kräftigem Ring und rötendem Fleisch, der im Wald wächst.

## Merkmale

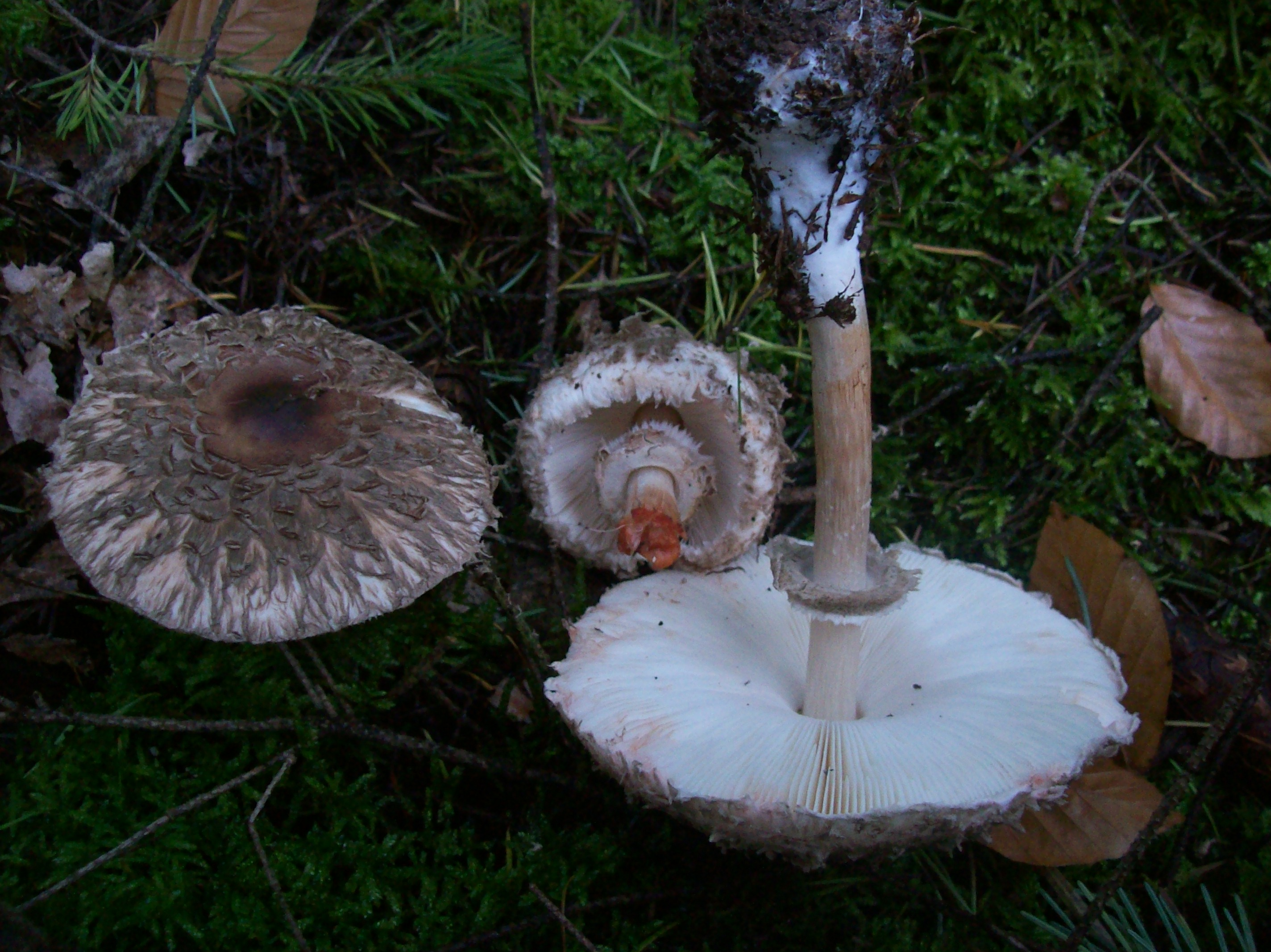
Bei Verletzung färbt sich das Fleisch orangerot.

### Makroskopische Merkmale
Die Art hat einen 8–18 cm breiten Hut mit cremeweißlichem bis blass bräunlichem Hut, der um die glatte, bräunliche Hutmitte herum dicht mit sparrig abstehenden, fransigen, dem Grund fast gleichfarbigen bis etwas dunkler bräunlichen Schuppen bedeckt ist. Der Hut ist jung geschlossen, der ganze Pilz paukenschlägelförmig, später ausgebreitet, halbkugelig bis abgeflacht. Der Stiel ist (5) 8–15 cm lang und 1–2 cm dick, glatt und weißlich bis hell cremeocker. Die Stielbasis ist deutlich knollig verdickt. Der Stiel trägt einen dicken, doppelten und fransig-wattigen, meist verschiebbaren Ring. Die Lamellen sind weiß, relativ dicht stehend und haben im Alter dunklere Schneiden. Das unauffällig pilzartig riechende Fleisch verfärbt sich bei Verletzung deutlich orangerot, ebenso Lamellen und Stiel bei Berührung. Das Sporenpulver ist weiß.

### Mikroskopische Merkmale
Die Sporen sind (7,5)8–11 × 6–8 µm groß, mit Keimporus. Die ballonförmig-blasigen Cheilozystiden sind mit 35–45 µm breiter als die anderer Safranschirmlinge.

## Ökologie und Phänologie
Der häufige Pilz ist ein Saprobiont, der fast immer in Wäldern wächst. Am häufigsten kommt er in der Nadelstreu von Fichtenforsten vor, seltener aber auch in anderen Waldtypen wie Nadel- oder Mischwäldern. Er fruktifiziert von Sommer bis Spätherbst.

## Artabgrenzung
Der oft unverträgliche Gemeine Safranschirmling (Chlorophyllum rhacodes) unterscheidet sich durch anliegendere, weniger sparrig-fransige, braune Hutschuppen, die einen stärkeren farblichen Kontrast zum weißlichen Grund bilden, und dadurch, dass er meist außerhalb von Wäldern, an nährstoffreichen, offenen Flächen, in Parkanlagen, Gärten oder in der Nähe von Kompost wächst. Bei untypischem Aussehen oder Standort kann diese Art dem Olivbraunen Safranschirmling ziemlich ähnlich sein.
Weniger ähnlich ist der giftverdächtige Gerandetknollige Garten-Safranschirmling (Chlorophyllum brunneum). Er wächst an ähnlichen Standorten wie Chlorophyllum rhacodes und unterscheidet sich zusätzlich durch ein gedrungeneres Wachstum, um die Mitte herum grobschollige, zum Untergrund deutlich kontrastierende Hutschuppen, einen deutlich dünneren Stielring und eine abgesetzt gerandete Stielknolle. Beide Arten haben zudem etwas größere Sporen.
Riesenschirmlinge (Macrolepiota) wie der Parasol (Macrolepiota procera) unterscheiden sich deutlich durch einen braun genatterten Stiel und dadurch, dass das Fleisch (bis auf wenige Ausnahmen) nicht rötet. Eine dieser Ausnahmen ist der Grünfleckende Riesenschirmling (Macrolepiota olivascens), dessen Fleisch sich bei Verletzung  rötlich und/oder grünlich verfärbt.
Egerlingsschirmlinge (Leucoagaricus) unterscheiden sich durch ein anderes Habitat (oft büschelig auf Holzhäckseln), eine andere Hutschuppung oder fehlendes Röten (beim sonst recht ähnlichen Jungfern-Schirmling, Leucoagaricus nympharum).
Andere Pilzarten wie der Spitzschuppige Stachelschirmling oder Schirmlinge der Gattung Lepiota sind deutlich kleiner, röten nicht und/oder ihnen fehlt der kräftige Stielring.

## Taxonomie und Systematik
Der Olivbraune Safranschirmling ist die bekannteste Art der Safranschirmlinge. Früher wurden alle europäischen Arten der Gattung nicht auf Artebene voneinander unterschieden und als Safran-Schirmpilz (Macrolepiota rhacodes) zu den Riesenschirmlingen gezählt. Obwohl in älteren Büchern unter diesem Namen fast immer der Olivbraune Safranschirmling als häufigster und bekanntester Safranschirmling abgebildet wird, wurde er zu Chlorophyllum olivieri umkombiniert und der Gemeine Safranschirmling erhielt das Epitheton rhacodes. Grund hierfür sind die Originalbeschreibung und -tafel von 1833, die besser zum Gemeinen als zum Olivbraunen Safranschirmling passen.

## Bedeutung
Der Olivbraune Safranschirmling ist essbar und wie der Parasol ein beliebter Speisepilz.